# XXX Samolotowe Nawigacyjne Mistrzostwa Polski
XXX Samolotowe Nawigacyjne Mistrzostwa Polski – zawody lotnicze rozegrane w dniach 4–11 października 1987 roku w Elblągu.
Sklasyfikowane w Mistrzostwach zostały 34 załogi, z tego 3 z NRD. Załogi były dwuosobowe: pilot i nawigator. Gospodarzem Mistrzostw był Aeroklub Elbląski, na swoje 30-lecie, w połączeniu z obchodami 750-lecia Elbląga. Latano samolotami PZL-104 Wilga.

## Przebieg
Regulamin wzorowany był na regulaminach mistrzostw świata w lataniu precyzyjnym i lataniu rajdowym. Konkurencje I, III, IV i VI były typowe dla latania precyzyjnego, z tego trzy pierwsze były konkurencjami nawigacyjnymi, poprzedzanymi próbami obliczania nawigacyjnego planu lotu, a konkurencję VI stanowiły 4 próby lądowania (normalne, znad bramki, bez użycia silnika i bez użycia silnika i klap). Konkurencje II i V były typowe dla latania rajdowego, z zadaniami dostarczanymi w zamkniętych kopertach i wymagającymi pomocy nawigatora wykreślającego kurs i dokonującego obliczeń w locie. Trasy konkurencji nawigacyjnych miały po ok. 170 km długości.
Trzy konkurencje: I, III i V wygrała załoga Janusz Darocha i Andrzej Bigajczyk. Konkurencje II i IV wygrała załoga Wacław Nycz i Krzysztof Wyskiel, która objęła prowadzenie po II konkurencji, a następnie po IV konkurencji aż do końca.

## Wyniki
| #   | Pilot / nawigator                         | Aeroklub      | Suma punktów karnych |
| 1.  | Wacław Nycz / Krzysztof Wyskiel           | Rzeszów       | 809 pkt              |
| 2.  | Witold Świadek / Bogdan Wójtowicz         | Rzeszów       | 864 pkt              |
| 3.  | Janusz Darocha / Andrzej Bigajczyk        | Częstochowa   | 914 pkt              |
| 4.  | Ryszard Michalski / Paweł Agaciak         | Łódź          | 1027 pkt             |
| 5.  | Włodzimierz Skalik / Krzysztof Ziółkowski | Częstochowa   | 1402 pkt             |
| 6.  | Andrzej Marszałek / Tadeusz Stopyra       | Rzeszów       | 1622 pkt             |
| 7.  | Dariusz Kubicki / Wojciech Woźniak        | Bydgoszcz     | 1713 pkt             |
| 8.  | Marek Kachaniak / Jerzy Wieczorek         | Rzeszów       | 1889 pkt             |
| 9.  | Dariusz Brzykcy / Maciej Lasek            | Elbląg        | 1933 pkt             |
| 10. | Wacław Wieczorek / Bogusław Grzybek       | Kraków        | 2241 pkt             |
| 11. | Zbigniew Chrząszcz / Dariusz Śliwowski    | Wrocław       | 2347 pkt             |
| 12. | Jörg Lorenz / Gerhard Borowitz            | NRD           | 2475 pkt             |
| 13. | Andrzej Korzeniowski / Wacław Lany        | Bydgoszcz     | 2927 pkt             |
| 14. | Janusz Walaszczyk / Rafał Bossowski       | Kraków        | 2966 pkt             |
| 15. | Dariusz Bajura / Piotr Noga               | Bielsko-Biała | 2976 pkt             |